# اتصال عبر الخطوط الكهربائية

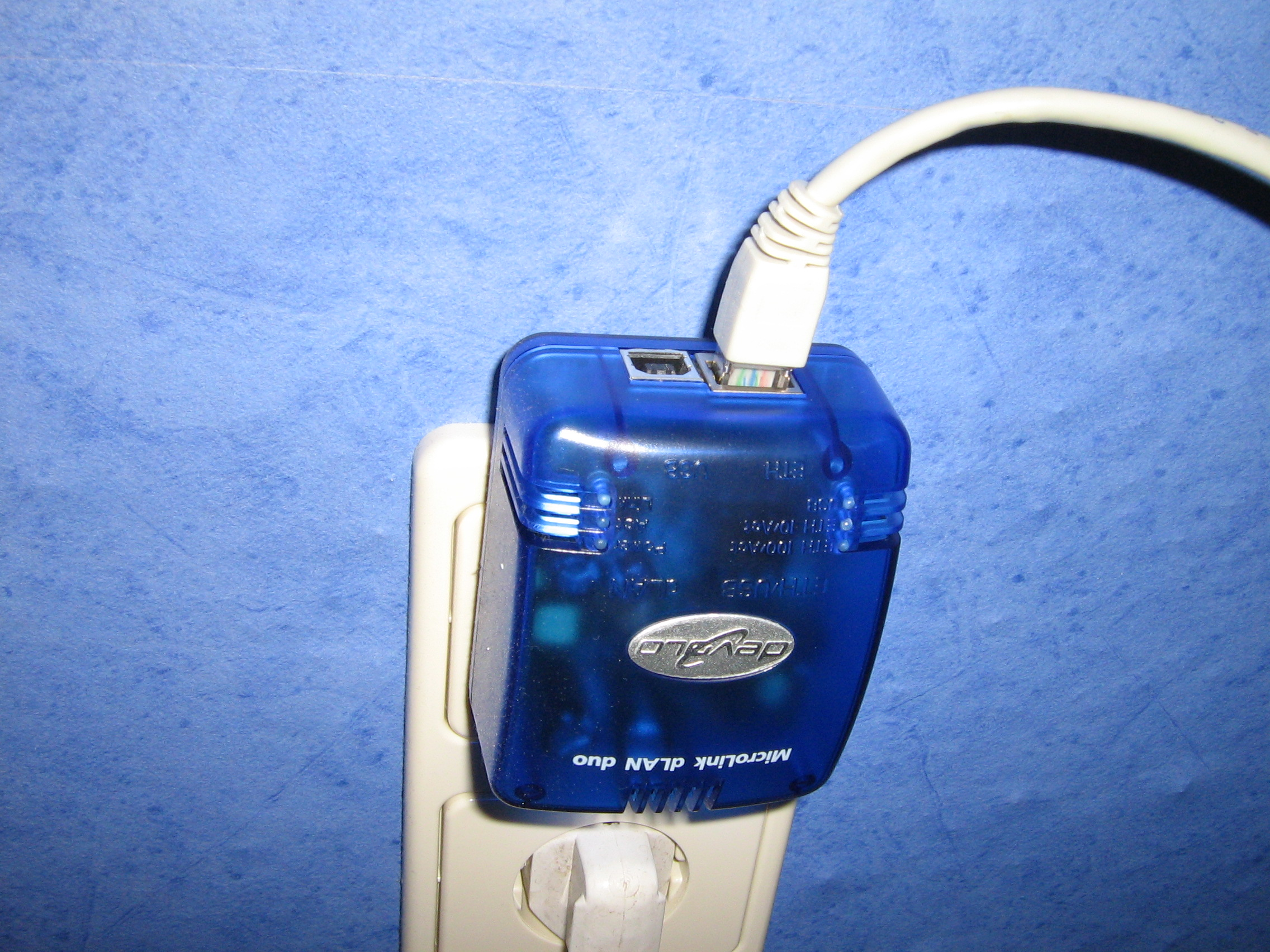

الاتصالات عبر خط كهرباء  ( PLC) هو نظام لنقل البيانات على الموصلات التي تستخدم أيضا لنقل الطاقة الكهربائية أو نقلها للمستهلك . وهي المعروفة أيضا باسمخدمة خطوط الطاقة و خط المشترك الرقمي لخط الطاقة (PDSL)، وإتصالات الأنابيب،  خط الاتصالات الكهربائي ( PLT)، و شبكة خطوط الطاقة( PLN)، و النطاق العريض عبر خطوط الطاقة ( BPL)
هناك حاجة إلى مجموعة واسعة من تقنيات الاتصال عبر خطوط الطاقة لمختلف التطبيقات، بدءا من التشغيل الآلي للمنزل إلى إنترنت خطوط الطاقة .
يتم نقل الطاقة الكهربائية لمسافات طويلة باستخدام خطوط نقل الجهد العالي، موزعة على الفولتية المتوسطة، وتستخدم داخل المباني بجهد فولتية أقل. معظم تقنيات PLC تقتصر على مجموعة واحدة من الأسلاك (مثل الأسلاك داخل مبنى واحد)، لكن بعضها يمكن أن يتقاطع بين مستويين (على سبيل المثال، شبكة التوزيع وأسلاك المباني). عادة المحولات تمنع نشر إشارة، الأمر الذي يتطلب تقنيات متعددة لتشكيل شبكات كبيرة جدا. ويستخدم معدل البيانات والترددات في مختلف الحالات .

## طريقة الحقن الازدواجي
يتم توصيل المودم الخاص بالتقنية (BPL modem ) في أي مقبس للكهرباء في المبنى للوصول إلى إشارات الراديو من قبل الـBPL حيث يقوم المودم الخاص بالتقنية بإرجاع تحويل موجات الراديو إلى بيانات. و في النهاية يقوم المستخدم بتوصيل المودم (BPL modem ) إلى جهاز الكمبيوتر أو الخادم "Server" أو الموزع "Switch" أو لنقطة الوصول اللاسلكية.

## مصطلحات
- AMR: قارئ العدادات الأوتوماتيكي، يقوم بقراءة العداد وإرسال القراءات إلى غرف التحكم المركزية

باستخدام خطوط الكهرباء .
- BPL : أمواج الراديو العريضة باستخدام خطوط الكهرباء، أي بسرعة عالية وتستعمل شبكة الـ IP للإرسال.
- PLC /Power Line Carrier : تقنية ناقل خط كهرباء أمواج الراديو الضيقة تعمل في 75 بت في الثانية استعملت في معظم الأحيان لقراءة العداد آليا حيث تستعمل 9.6 ميجا هرتز في الثانية .
- SMART GRID : الشبكة الذكية التي تحتوي على أجهزة ذكية باستخدام تقنية الـ BPL والتي تقوم بجمع البيانات ومعالجتها مركزيا .
- Distribution Automation: أتمتة التوزيع واستعمال التطبيقات المرفقة المختلفة لتحسين الإدارة الفعالة في الشبكة .
- Grid : الشبكة التحتية المعدة للكهرباء .
- Mbps / Kbps / bps : ميجا بت في الثانية \ كيلوبت في الثانية \ بت في الثانية.
- MHz / KHz : ميجا هرتز \ كيلو هرتز .
- Data Collector : الجهاز الذي يقوم بجمع المعلومات من الـ AMR ويسمح للأجهزة الذكية من إرسالها إلى غرف المراقبة الرئيسية باستخدام تقنية الـ BPL .